# Metzendorf (Seevetal)
Metzendorf est un quartier de la commune allemande de Seevetal, dans l'arrondissement de Harbourg, Land de Basse-Saxe.

## Histoire
Metzendorf fusionne avec Seevetal en juillet 1972.

## Source, notes et références
- (de) Cet article est partiellement ou en totalité issu de l’article de Wikipédia en allemand intitulé « Metzendorf (Seevetal) » (voir la liste des auteurs).